# Douglas Bennett
Douglas Haig Bennett (* 3. September 1918 in Saint-Lambert; † 28. Juni 2008 in Pointe-Claire) war ein kanadischer Kanute.

## Erfolge
Douglas Bennett, der Mitglied im Excel Boating Club war, gewann er zwischen 1934 und 1939 mehrfach die kanadischen Meisterschaften sowie auch 1947 im Einer-Canadier, im Zweier-Canadier und im Vierer-Canadier. Im selben Jahr wurde er zu Montreals Sportler des Jahres gewählt.
Bei den Olympischen Spielen 1948 in London nahm er in zwei Disziplinen teil. Im Einer-Canadier war er auf der 1000-Meter-Strecke einer von sechs Teilnehmern und beendete das Rennen nach 5:53,3 Minuten auf dem zweiten Platz hinter Josef Holeček aus der Tschechoslowakei und vor dem Franzosen Robert Boutigny, womit er sich die Silbermedaille sicherte. Auf derselben Distanz ging Bennett mit Harry Poulton auch im Zweier-Canadier an den Start. In einer Rennzeit von 5:20,7 Minuten verpassten die beiden jedoch als Viertplatzierte einen Medaillengewinn knapp, die drittplatzierten Franzosen Georges Dransart und Georges Gandil überquerten 5,5 Sekunden vor ihnen die Ziellinie.
Nach den Spielen beendete Bennett seine aktive Karriere und begann bei Bell Canada zu arbeiten. Im Jahr 2000 wurde er in die Canadian Olympic Hall of Fame aufgenommen.